# Engelbert von Brilon
Engelbert von Brilon (Dienstbezeichnung: Borgermester) war Bürgermeister der Stadt Brilon von 1306 bis 1308.
Der Bürgermeister hatte die Befehlsgewalt über die Stadtsoldaten und das Recht zur Begnadigung auch von zur Todesstrafe verurteilter Straftäter.